# Tabanus nigra
Tabanus nigra är en tvåvingeart som beskrevs av Liu och Wang 1977. Tabanus nigra ingår i släktet Tabanus och familjen bromsar. Inga underarter finns listade i Catalogue of Life.